# راينر بروديرله
راينر بروديرله (بالألمانية: Rainer Brüderle)‏ (ولد في 22 حزيران 1945 في برلين)
سياسي ألماني وعضو الحزب الديمقراطي الحر. شغل منصب وزير الاقتصاد والنقل في ولاية راينلاند بالاتينات 1987-1998. في 28 تشرين الأول 2009، تم تعيينه الوزير الاتحادي للاقتصاد والتكنولوجيا في حكومة ميركل الثانية. ليتم انتخابه في أيار 2011 رئيسا للكتلة البرلمانية لحزبه، استقال بروديرله من منصبه كوزير اتحادي للاقتصاد والتكنولوجيا.
يحمل راينر بروديرله دبلوم في الاقتصاد من جامعة ماينتس. أصبح عضوا في البرلمان الألماني منذ انتخابات 1998. في انتخابات 2009 خسر انتخابات دائرة ماينتس الانتخابية، ولكنه صعد إلى البرلمان بالحصول على قائمة منطقة راينلاند بالاتينات.

## روابط خارجية
- راينر بروديرله على موقع IMDb (الإنجليزية)
- راينر بروديرله على موقع مونزينجر (الألمانية)

- الموقع الرسمي (بالألمانية)